# Trsteno
 Ovo je glavno značenje pojma Trsteno. Za naselje u općini Tuhelj pogledajte Trsteno (Tuhelj).
Trsteno je naselje u Dubrovačko-neretvanskoj županiji. Upravnom organizacijom pripada Gradu Dubrovniku.

## Zemljopisni položaj
Trsteno je smješteno u samom središtu Dubrovačko-neretvanske županije, dvadesetak kilometara sjeverozapadno od Dubrovnika. Smjestilo se na podnožju kamenih masiva Velikog i Malog Stola te Vračeva brda, blago se spuštajući sve do mora gdje se nalazi mjesna luka. Kroz Trsteno prolazi i Jadranske turističke ceste. Ljepota prirode i bujna vegetacija čine Trsteno jednim od najljepših mjesta dubrovačkog kraja. 

## Povijest
Mjesto je bilo naseljeno već u 5. stoljeću o čemu svjedoče arheološki nalazi kršćanske kapelice i brojni stećci pronađeni u okolici. 
Godine 1399. Trsteno ulazi u sastav Dubrovačke Republike te je od tada vezano uz sve funkcije grada. Tako tijekom 15. i 16. stoljeća u Trstenom dubrovačka vlastela gradi svoje ljetnikovce od kojih je napoznatiji onaj obitelji Gučetić-Gozze, smješten u Arboretumu, najstarijem botaničkom vrtu u Republici Hrvatskoj. To je u svezi s činjenicom da kada je Trsteno došlo pod upravu Dubrovačke republike onda je ono pripalo dvjema plemićkim obiteljima: Benešićima i Kružićima, a kasnije i Gučetićima, koji su na svom imanju podigli ljetnikovac s perivojem na čijoj je osnovi 1948. utemeljen Arboretum Trsteno. 
O starosti mjesta u kojem su oduvijek obitavali pomorci i kapetani svjedoce i zavjetne slike u župnoj crkvi Sv. Vida.
Pored perivoja Gučetića veličanstvene česme su oštetili Crnogorci, kad su po primorju palili i pljačkali u 19. stoljeću.
Tijekom Domovinskog rata Trsteno su okupirali pripadnici JNA i teritorijalne obrane Crne Gore te raznih dragovoljačkih četničkih postrojba. Neprijateljska vojska je popalila i opljačkala većinu objekata u Trstenome.

## Politika
Glavno tijelo koje upravlja mjestom je Mjesni odbor Trsteno (MO). Mjesni odbor je pod političkom i upravnom nadležnošću Grada Dubrovnika i ima 7 članova. 

## Znamenitosti i spomenici
- Arboretum Trsteno
- ljetnikovac Gučetić-Gozze
- fontana boga mora Neptuna
- u središtu mjesta uz Jadransku turističku cestu rastu dvije divovske platane promjera 5 m, visine 60 m, stare preko 600 godina
- spomenik poginulim Imotskim braniteljima u Domovinskom ratu na dubrovačkom području
- spomenik žrtvama 2. svjetskog rata i poraća iz župe Trsteno

## Gospodarstvo
Mještani Trstenog su se tradicionalno bavili pomorstvom. Danas je naselje u kojem je najrazvijenija grana gospodarstva turizam, iako je to naselje koje nema hotel, razvijena je uslužna djelatnost iznajmljivanja privatnih soba i apartmana. Uz turizam Trstenjani se bave i ugostiteljstvom, poljodjelstvom, ribarstvom i trgovinom.

## Stanovništvo
Prema popisu stanovnika iz 2011. godine u Trstenom obitavaju 222 stanovnika, većinom Hrvata katoličke vjeroispovjesti.
| broj stanovnika | 453   | 421   | 388   | 366   | 330   | 354   | 339   | 305   | 287   | 295   | 292   | 276   | 251   | 240   | 237   | 222   | 215   |
|                 | 1857. | 1869. | 1880. | 1890. | 1900. | 1910. | 1921. | 1931. | 1948. | 1953. | 1961. | 1971. | 1981. | 1991. | 2001. | 2011. | 2021. |

## Vanjske poveznice
- Službena stranica
- Trsteno  Arhivirana inačica izvorne stranice od 3. veljače 2007. (Wayback Machine) (engl.)